# De Dansende Fonteinen
De Dansende Fonteinen is een computergestuurde attractie in de Plopsa-parken: Plopsaland Belgium, Plopsaland Ardennes, Plopsa Indoor Hasselt, Plopsa Indoor Coevorden, Plopsaland Deutschland, Majaland Kownaty en Majaland Warsaw.
De attractie zijn een computergestuurde fonteinen van de fabrikant Automatic Spraying Systems zoals ook bij De Emmer in Plopsaland Belgium. Echter is in dat park de fabrikant Trevi.
Bezoekers kunnen uren vermaak hebben door deze fonteinen, ze zijn aangestuurd met een computer en hebben verschillende patronen. De ondergrond bestaat uit rubberen matten in een rood en zwart patroon. Vóór het winteronderhoud van 2009-2010 waren het nog grote betonplaten in Plopsaland Belgium.

## Andere Plopsa parken
In zowel Plopsaland Belgium, Plopsa Indoor Hasselt en Plopsa Indoor Coevorden heet deze attractie "De Dansende Fonteinen".
Door de ligging van Plopsaland Ardennes in Wallonië, België, heet deze attractie daar "Les Fontaines Dansantes".
In Plopsaland Deutschland spreekt men van "Tanzende Fontänen".
In de nieuwste Plopsa parken, Majaland Kownaty en Majaland Warsaw heet deze attractie "Tańcząca Fontanna".